# The Battery (Manhattan)
A The Battery (korábbi nevén Battery Park) Manhattan szigetének legdélibb csücskén, a New York-i öbölre néző, 10 hektáros nyilvános park New Yorkban. Területén számos nevezetesség áll, az egykori erőd, a Castle Clinton, emellett több mint 20 emlékmű. Nevét, The Battery, 1683-ban kapta, amikor a brit hatóságok ágyúütegeket (battériákat) helyeztek el itt.
Északon a Battery Place, keleten a State Street, délen a New York-i kikötő és nyugaton a Hudson folyó határolja. A mai, felhőkarcolóktól zsúfolt Manhattan déli csücskén található park kedvelt turista célpont.
Az 1800-as évek közepén merült fel az igény, Manhattan számára egy jelentős park kialakítására, szóba került a jelenlegi Central Park területe és a Battery is, ezt viszont kezdetben kereskedők ellenezték, feltételezvén, hogy az újonnan kiépülő park a kikötői forgalmat akadályozná. Végül a The Battery parkká alakítása 1855-ben kezdődött el, voltak elképzelések arra is, hogy Alsó-Manhattan másik kis parkja, a Bowling Green és a Battery egy összefüggő parkká váljon, majd ezt elvetették. Az 1800-as évekből maradt fenn a park északkeleti szélén álló, a parkra néző James Watson House. Területét a 19. század végére megépült több magasvasút csúfította el, ezeket a 20. század elején el is bontották. 1905 óta áll itt New York első metróvonalának eredeti, ma is funkcionáló állomásépülete, a Battery Park Control House, azóta több metróvonal is fut a park alatt.
Itt kezdődik az 1950-re megépült Brooklyn-Battery-alagút, az öbölben húzódó alagút negyven percre rövidítette le az autóutat a Downtown és Coney Island óceánparti strandja között. A Batteryből indul több komp, többek közt Staten Islandre, Governors Islandre, Ellis Islandre és Liberty Islandre.

## Emlékművek
A parkban található több mint 20 szobor, ill. emlékmű egy része a "Monument Walk" (Emlékmű sétány) mentén sorakozik:
- Castle Clinton – az erőd 1808 és 1811 között a New Yorkot védő erődrendszer részeként épült meg.
- Giovanni da Verrazzano szobra – (1909, Ettore Ximenes alkotása) a francia király szolgálatában álló Giovanni da Verrazzano fedezte fel a New York-i öblöt 1524-ben. Róla nevezték el a New York-i öblöt lezáró, Brooklynt és Staten Islandet összekötő óriáshidat is.[6]
- Bevándorlók emlékműve – (1983, Luis Sanguino) a 19. század második felében az akkor bevándorlóközpontként működő Castle Clintonon keresztül érkező bevándorlóknak állít emléket.[7]
- Második világháborús emlékmű – (East Coast Memorial)
- Kereskedelmi tengerészek emlékműve – (1955, Norman M. Thomas) a park legdélibb csücskében látható, a második világháborúban az atlanti partok mentén megtorpedózott hajók tengerészei emlékére.
- Koreai háborús emlékmű – a fekete gránittömb Mac Adams alkotása.[8]

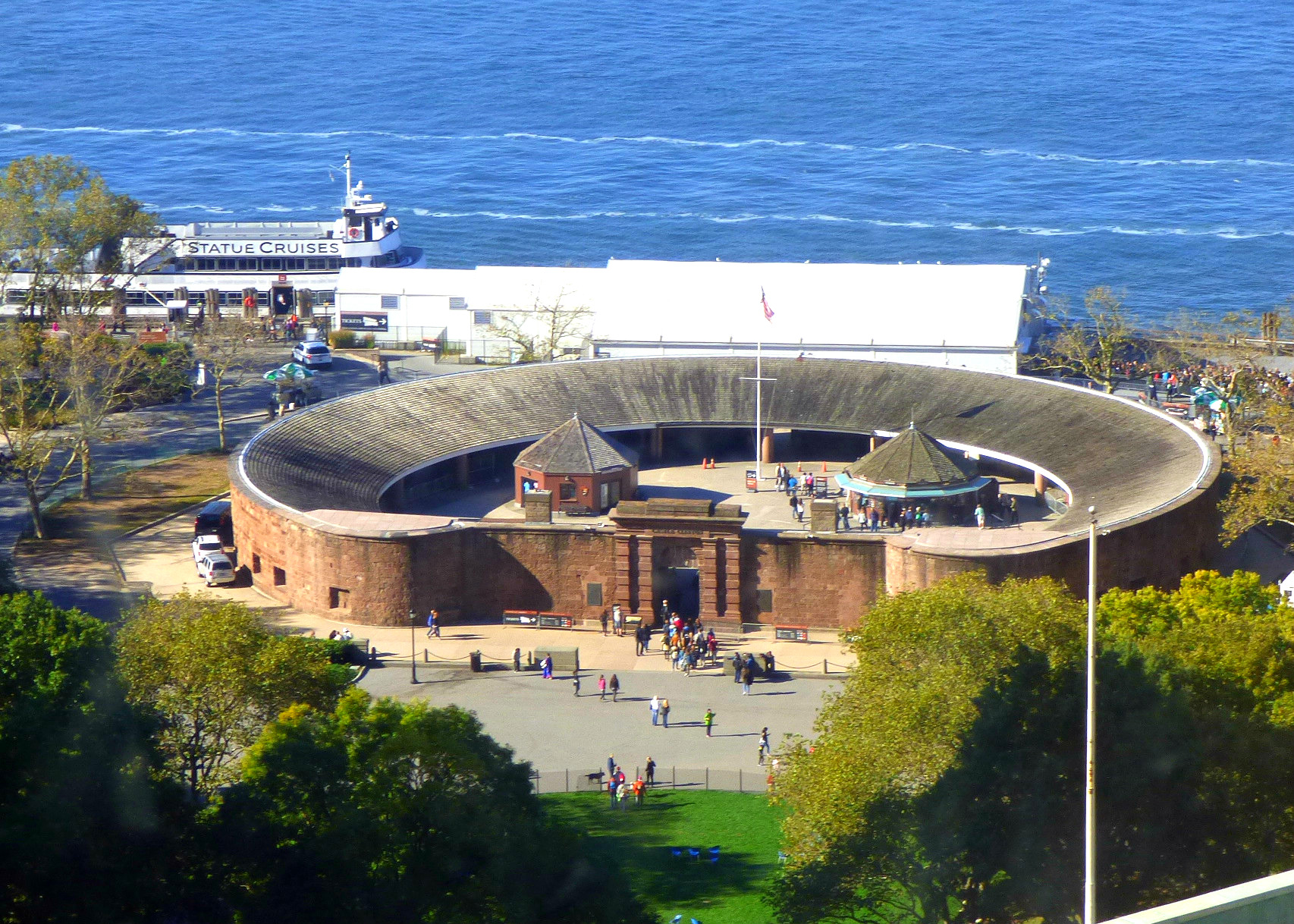
Castle Clinton 2016-ban
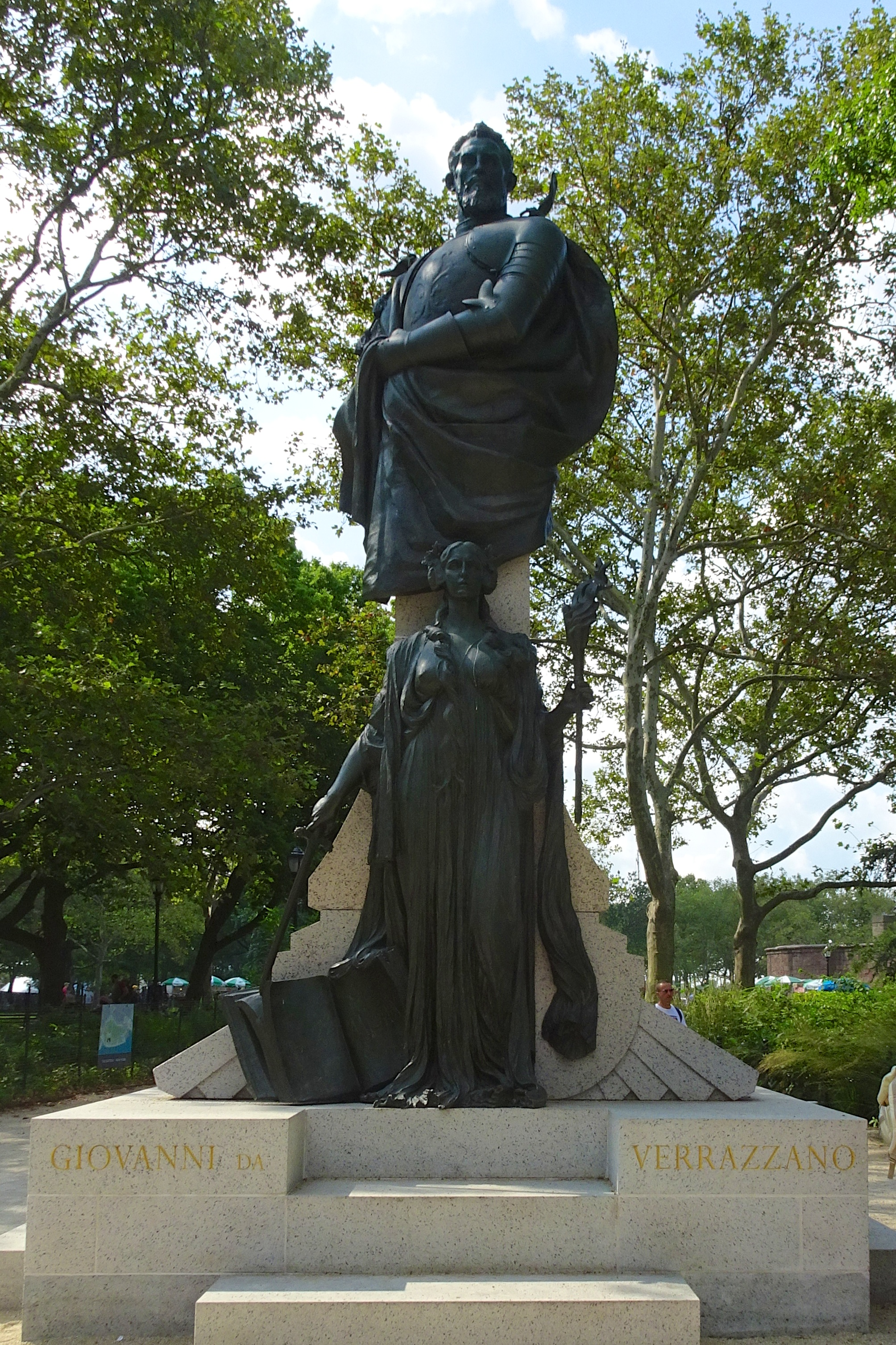
Giovanni da Verrazzano szobra
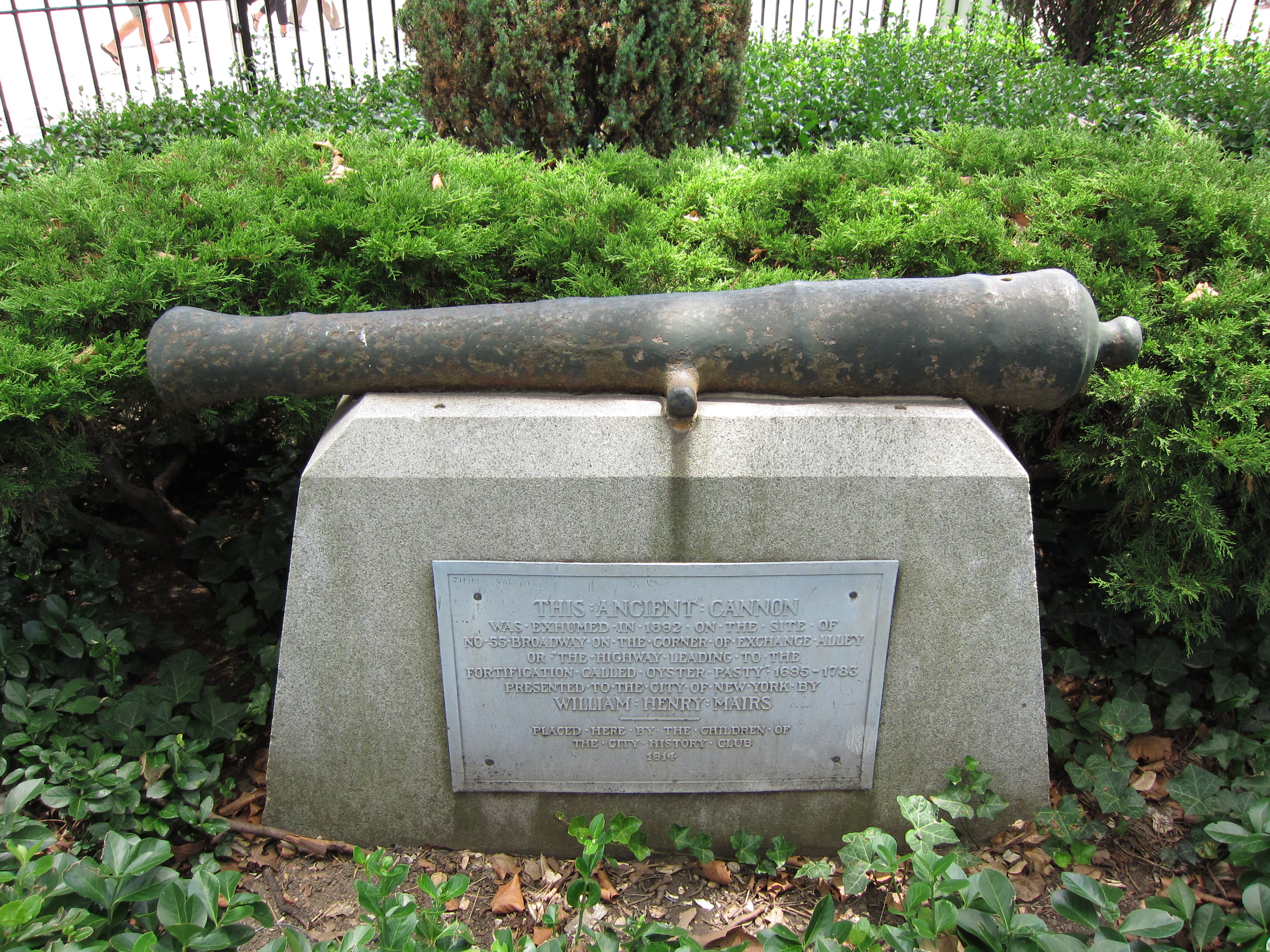
Több száz éves ágyú a parkban
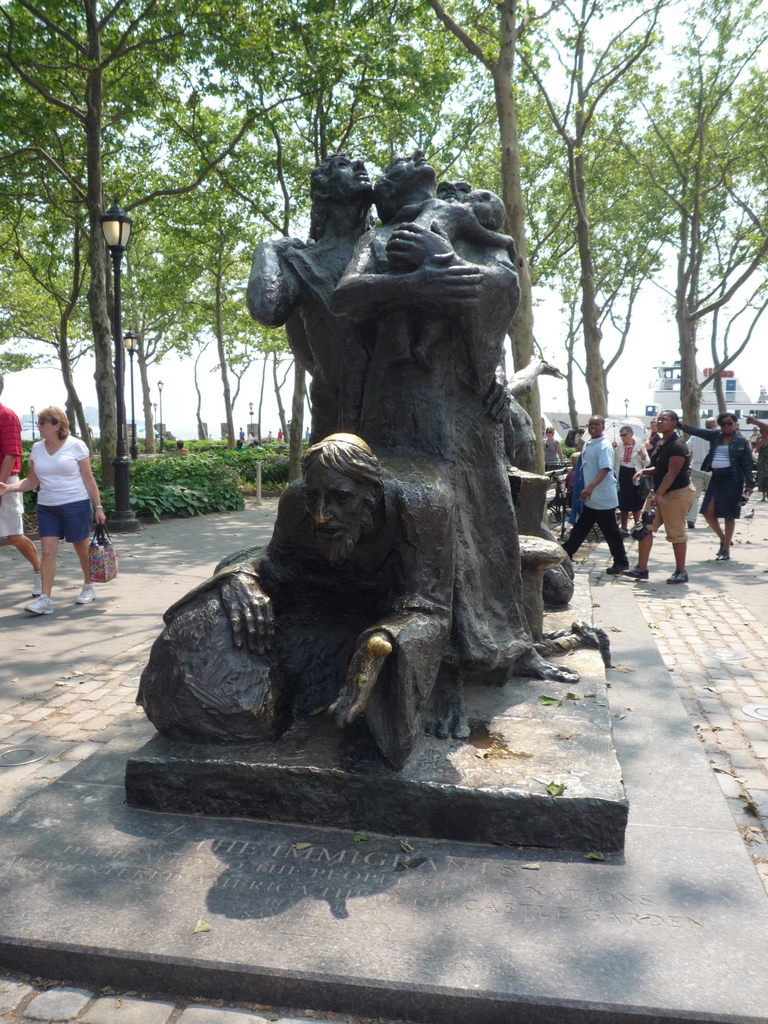
A bevándorlók emlékműve

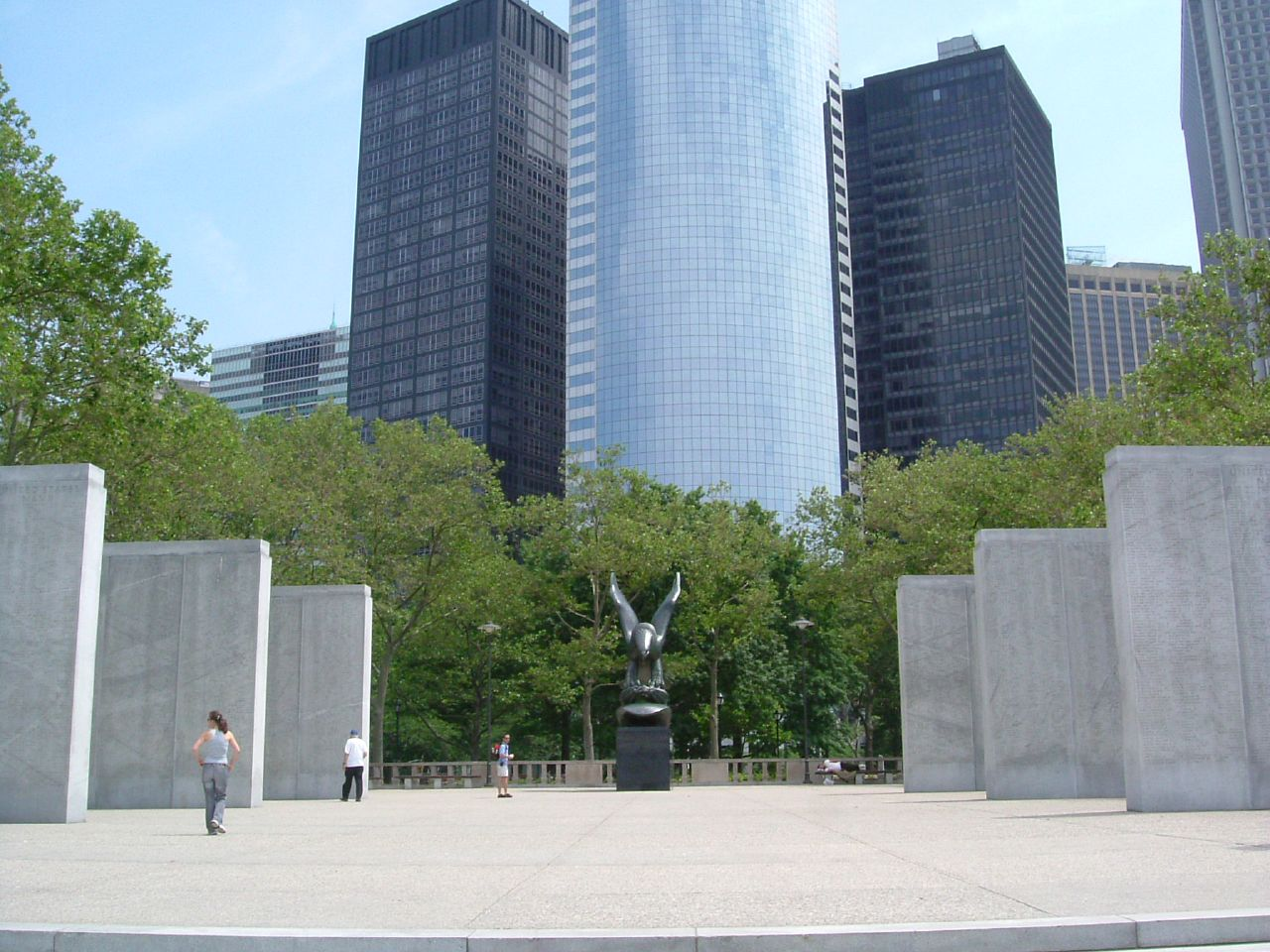
Második világháborús emlékmű (East Coast Memorial)
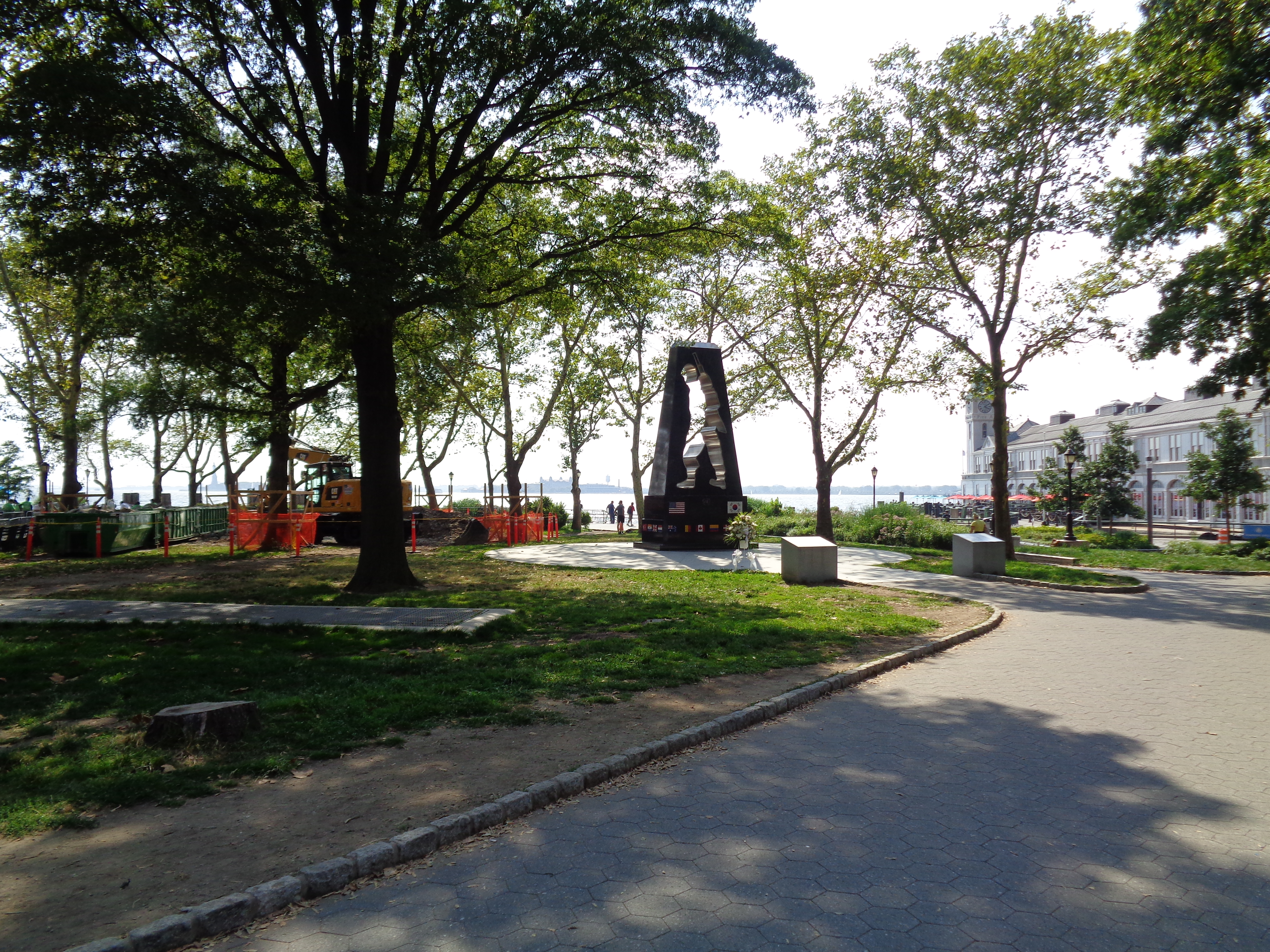
A koreai háborús emlékmű

## Park környéke

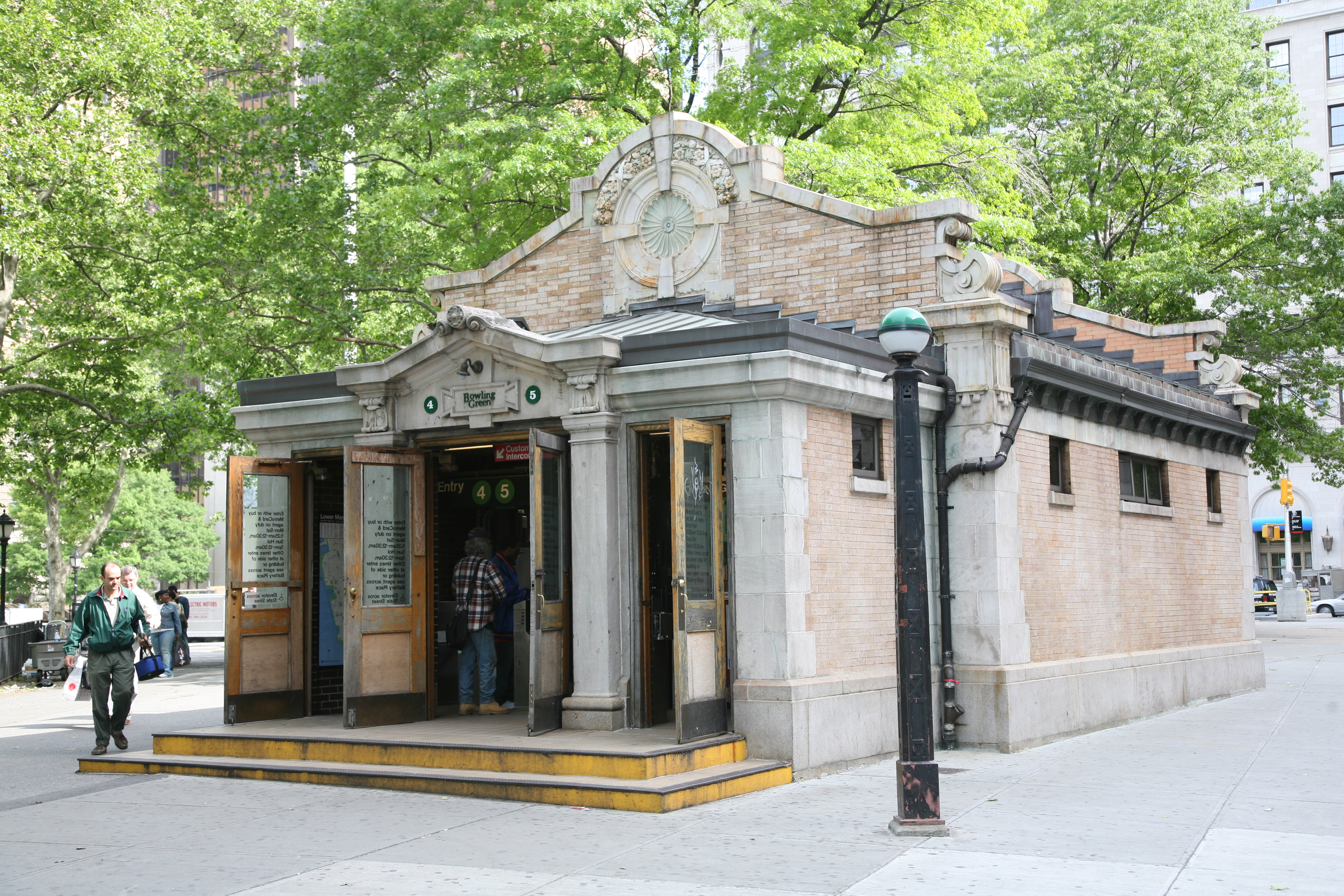
A park szélén álló, 1905-ben épült, eredeti metróállomás-lejárat, a Battery Park Control House 2008-ban
A Battery Parkra néző James Watson House (1793–1806) 2008-ban
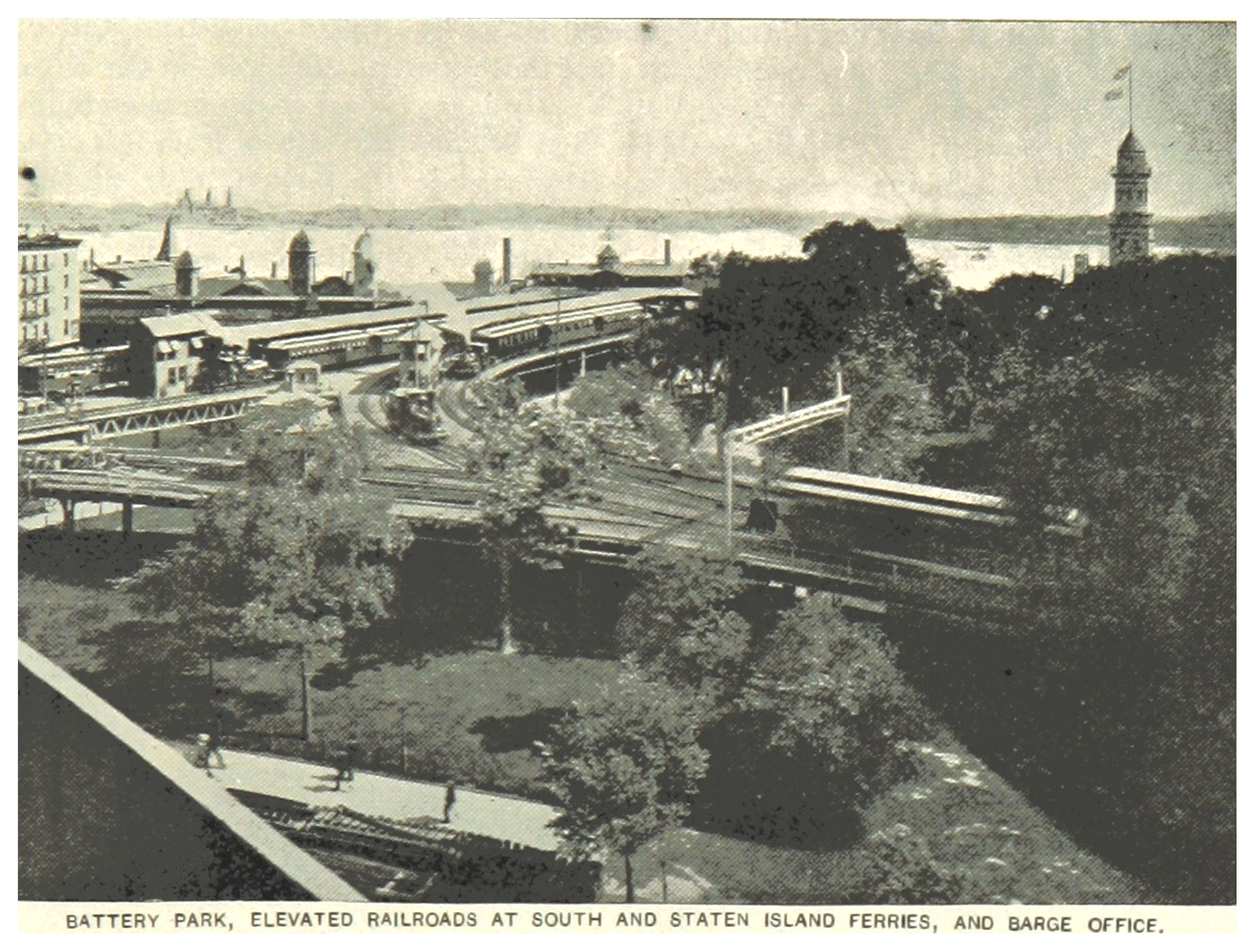
Magasvasutak a Battery Park felett 1893-ban

## További információ
- NYC Parks
- The Battery Conservancy